# Петраш, Павел Григорьевич
Павел Григорьевич Петраш (25 мая 1924, c. Савкивка, Чернобаевский район, Черкасская область, Украинская ССР — 8 марта 2017, Пенза, Российская Федерация) — советский и российский хозяйственный деятель, директор Пензенского завода вычислительных электронных машин (ВЭМ), лауреат Государственной премии СССР (1987).

## Биография
В 1952 г. окончил Пензенский индустриальный институт.
- 1952—1963 гг. — на заводе Вычислительных электронных машин: старший мастер, начальник отдела, начальник цеха,
- 1963—1975 гг. — секретарь Октябрьского районного комитета КПСС г. Пензы.

С 1975 г. — директор НИИ вычислительной техники (ПНИИВТ), в 1979—1994 гг. — директор завода ВЭМ, генеральный директор Пензенского производственного объединения электронно-вычислительной техники (ПО «ЭРА»).
Под его руководством был начат выпуск ЭВМ ЕС-1066, изготовление подсистем внешней памяти на сменных магнитных дисках. В начале 1980-х гг. предприятие начало освоение и выпуск многопроцессорных вычислительных комплексов ЕС-1068 и многопроцессорного вычислительного компьютера «Эльбрус». В конце 1990-х гг. были разработаны и освоены ПЭВМ «Сура-86», «Сура-286», «Сура-386».

## Награды и звания
Награждён двумя орденами Трудового Красного Знамени, орденом Октябрьской Революции, медалями.
Лауреат Государственной премии СССР (1987). Заслуженный машиностроитель РСФСР.
Почетный гражданин города Пензы (1984).